# Bugabira
Bugabira är en kommun i Burundi. Den ligger i provinsen Kirundo, i den norra delen av landet, 130 kilometer nordost om Burundis största stad Bujumbura.